# Střezov
Střezov (německy Strössau) je malá vesnice v Mostecké pánvi v okrese Chomutov. Stojí asi 7,5 kilometru jižně od Chomutova a 1,5 kilometru jihovýchodně od Března v nadmořské výšce okolo 270 metrů. Ves byla založena ve čtrnáctém století a po většinu doby bývala součástí hasištejnského a ahníkovského panství. Hlavním zdrojem obživy jejích obyvatel bývalo zemědělství. V polovině devatenáctého století se Střezov stal s výjimkou krátkého období samostatnou obcí, kterou byl až do roku 1964, kdy byl přičleněn jako část obce k Březnu. Severozápadně od vesnice se nachází přírodní památka Střezovská rokle.
Střezov leží v katastrálním území Březno u Chomutova o výměře 37,3 km².

## Název
Název vesnice je odvoze z osobního jména Střež ve významu Střežův dvůr. V historických pramenech se jméno vesnice vyskytuje ve tvarech: Strziezow (1368), in Strzezewie (1447), w Strzezowie (1543), s vesnicemi Strzezowem… (1529), Stroza (1623), Stresau (1787) nebo Strösau (1846).

## Historie

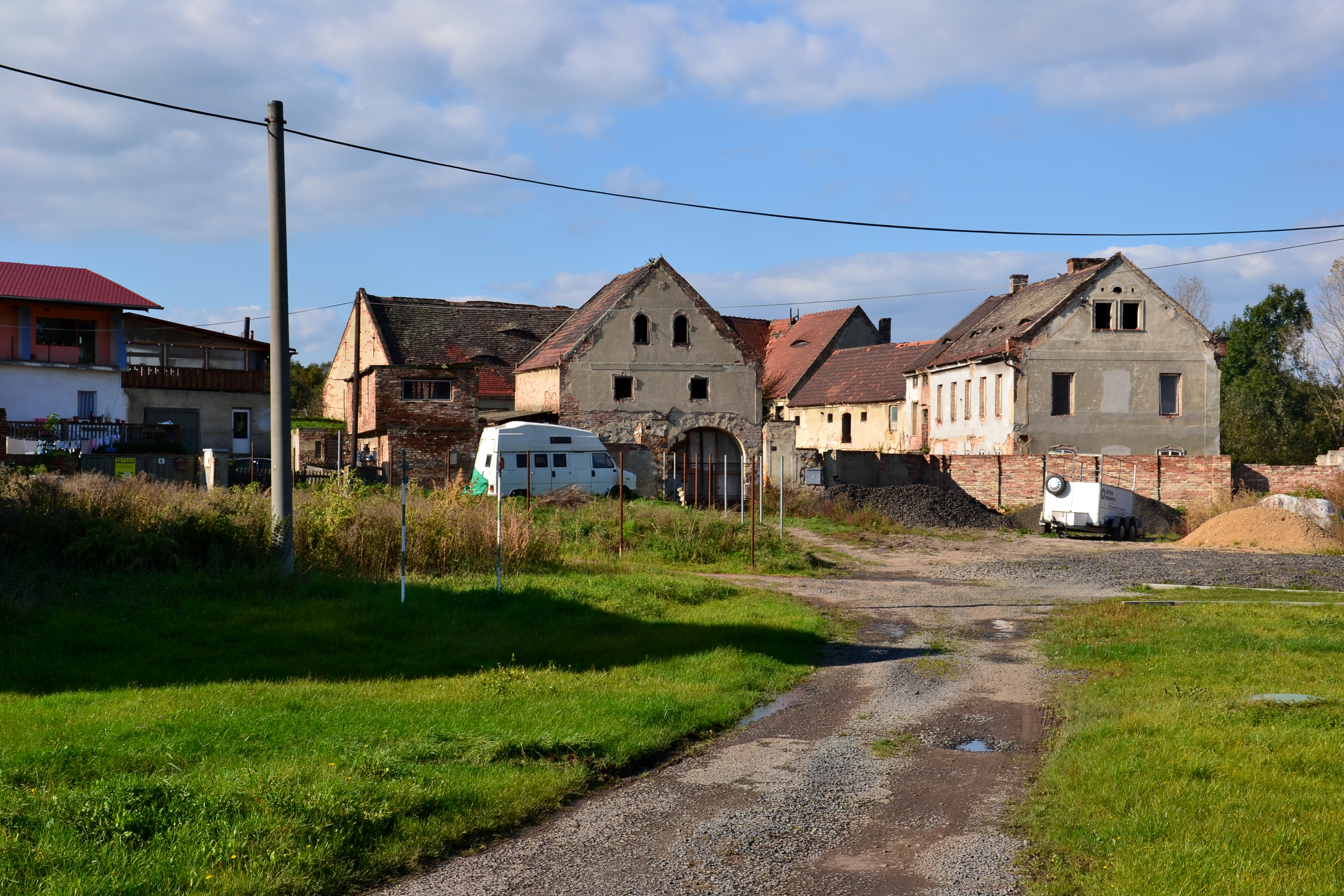
Usedlosti na návsi

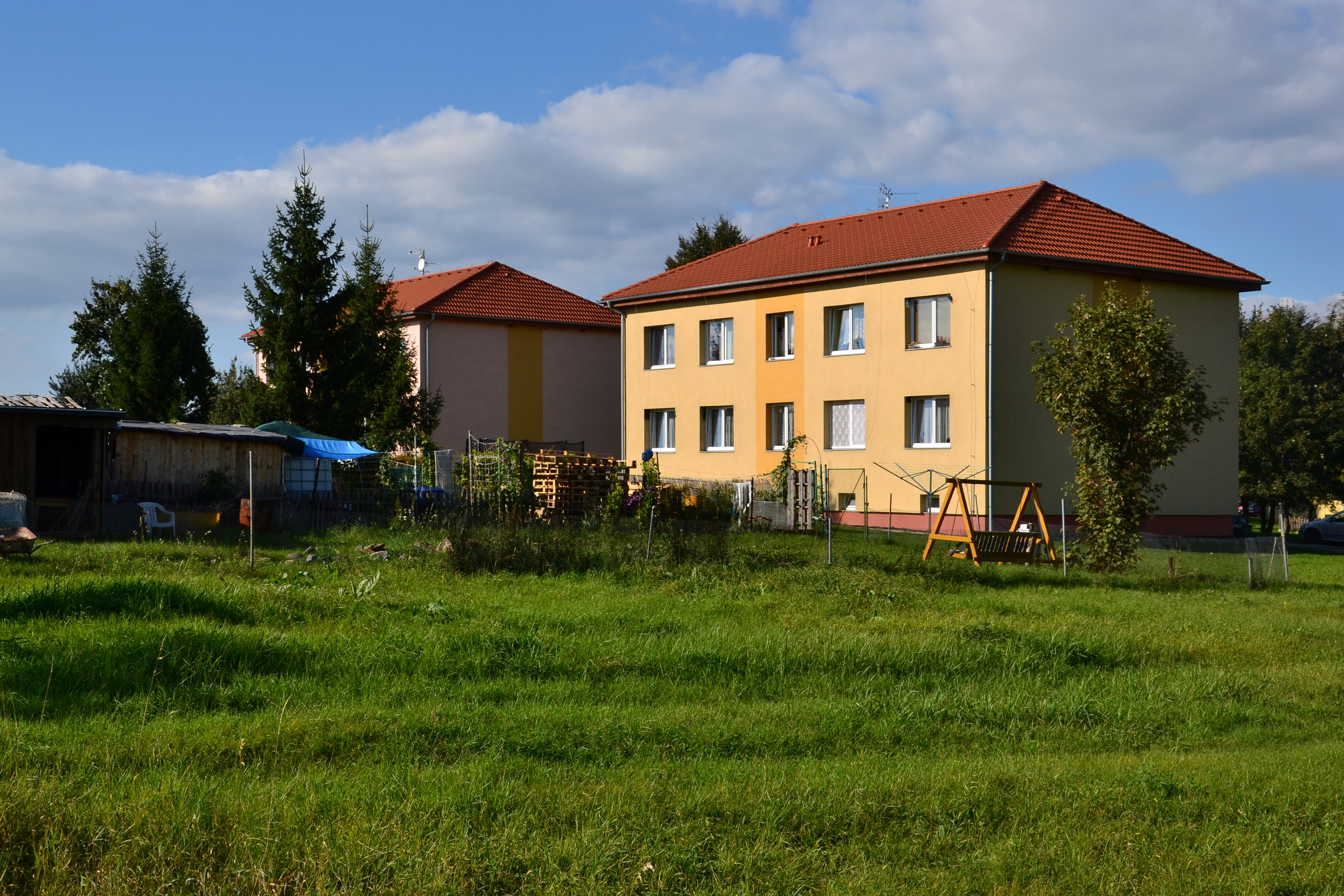
Jeden z bytových domů

První písemná zmínka o vesnici pochází z roku 1368, kdy na jejím místě stál jediný poplužní dvůr. Roku 1440 patřil Hansovi ze Strziezowa, ale později se majitelem stal Plichta ze Žerotína, kterému v letech 1440–1443 patřilo březenské panství. Podle privilegia, které Březnu udělil, měli lidé ze Střezova stejná práva a povinnosti jako obyvatelé Března. Od Plichty statek získali Hasištejnští z Lobkovic, kteří ho připojili k hasištejnskému panství. Po nich se majiteli Střezova stali Satanéřové z Drahovic, kteří jej prodali Linhartu Štampachovi ze Štampachu.
V první čtvrtině sedmnáctého století ve vesnici žil stejnojmenný syn astronoma Tycha Braha s manželkou Markytou Razickou z Vchynic, rozenou z Fictumu. Přestěhovali se sem z Prahy, když po otcově smrti rodina přišla o pravidelný příjem a za odstupné ve výši dvaceti tisíc tolarů koupila majetek na venkově.
Štampachům Střezov patřil až do začátku třicetileté války. Linhartův syn Jan Jindřich Štampach se zúčastnil stavovského povstání, za což byl odsouzen ke ztrátě veškerého majetku. Vesnici potom získal do zástavy Jaroslav Bořita z Martinic. Podle berní ruly z roku 1654 ve Střezově žilo pět sedláků, devět chalupníků a čtyři poddaní bez majetku. Celkem jim patřil 23 krav, třináct jalovic, 43 ovcí, 29 prasat a dvacet koz. Hlavním způsobem obživy bylo zemědělství. Kromě chovu zvířat se pěstovala pšenice a žito, jeden sedlák měl šenk a stál zde mlýn s jedním kolem na nestálé vodě připomínaný také v Tereziánském katastru z roku 1748.
Od Jaroslava Bořity Martinice vesnici koupil jeho zeť Florián Žďárský ze Žďáru. Později se stala součástí martinického panství Ahníkov. Podle soupisu panství z roku 1794 stálo ve Střezově třicet domů, hospoda, mlýn, poplužní dvůr s ovčínem a žilo v něm 157 obyvatel. Kromě běžného zemědělství si lidé v zimě přivydělávali spřádáním lnu.
Roku 1794 Martinicové vymřeli po meči, a majitelkou panství se stala Marie Anna z Althanu. Dalším vlastníkem byl hrabě z Wolkensteinu-Trostburgu a jeho syn statek roku 1880 prodal Františku Preidlovi z Hassenbrunu, majiteli prunéřovského zámku. Statek zdědil Preidlův syn Emanuel Karsch, za kterého byl dvůr s více než 157 hektary půdy během pozemkové reformy rozdělen na čtyři části.
Po druhé světové válce byli původní němečtí obyvatelé vystěhováni, ale vesnici se podařilo částečně dosídlit. V polovině šedesátých let dvacátého století byly na okraji vesnice postaveny čtyři bytové domy pro Slováky a Bulhary, kteří zde pracovali na zemědělské brigádě. Část z nich ve Střezově poté zůstala. Počet obyvatel se ve druhé polovině dvacátého století přesto snižoval a trend se změnil až po roce 1991, kdy byly znovu obydleny prázdné domy. Ještě předtím, v letech 1988–1989, byla vesnice napojena na nový vodovod. Oba historické hospodářské areály u domů čp. 1 a 8 však chátraly.

## Geologie
Na severním okraji Střezova začíná přírodní památka Střezovská rokle, která chrání erozní činností vytvořenou strž v sedimentárních horninách.

## Obyvatelstvo
Při sčítání lidu v roce 1921 zde žilo 213 obyvatel (z toho 101 mužů), z nichž byli dva cizinci, 34 Čechů a 177 Němců. Kromě dvou evangelíků patřili k římskokatolické církvi. Podle sčítání lidu z roku 1930 měla vesnice 246 obyvatel: čtyři Čechy a 92 Němců. S výjimkou jednoho evangelíka a jednoho člověka bez vyznání se hlásili k římskokatolické církvi.
|                                                                      | 1869 | 1880 | 1890 | 1900 | 1910 | 1921 | 1930 | 1950 | 1961 | 1970 | 1980 | 1991 | 2001 | 2011 | 2021 |
| -------------------------------------------------------------------- | ---- | ---- | ---- | ---- | ---- | ---- | ---- | ---- | ---- | ---- | ---- | ---- | ---- | ---- | ---- |
| Obyvatelé                                                            | 176  | 206  | 200  | 212  | 225  | 213  | 246  | 148  | 132  | 197  | 179  | 67   | 102  | 102  | 100  |
| Domy                                                                 | 33   | 37   | 37   | 40   | 40   | 41   | 46   | 40   | 49   | 32   | 26   | 39   | 32   | 33   | 30   |
| Počet domů z roku 1961 zahrnuje i domy z vesnic Denětice a Holetice. |      |      |      |      |      |      |      |      |      |      |      |      |      |      |      |

## Obecní správa
Po patrimoniální správy se Střezov roku 1850 stal na krátký čas samostatnou obcí, ale v letech 1869 a 1880 byl uváděn jako součást Holetic. Při sčítání lidu v roce 1890 byl znovu obcí, ke které byly v roce 1960 připojeny Denětice a Holetice. Dne 1. ledna 1963 se rozrostl ještě o Nechranice, Strannou a Vičice, ale již 14. června 1964 byl i se všemi částmi přičleněn k Březnu.